# Gemeinde Šentjur

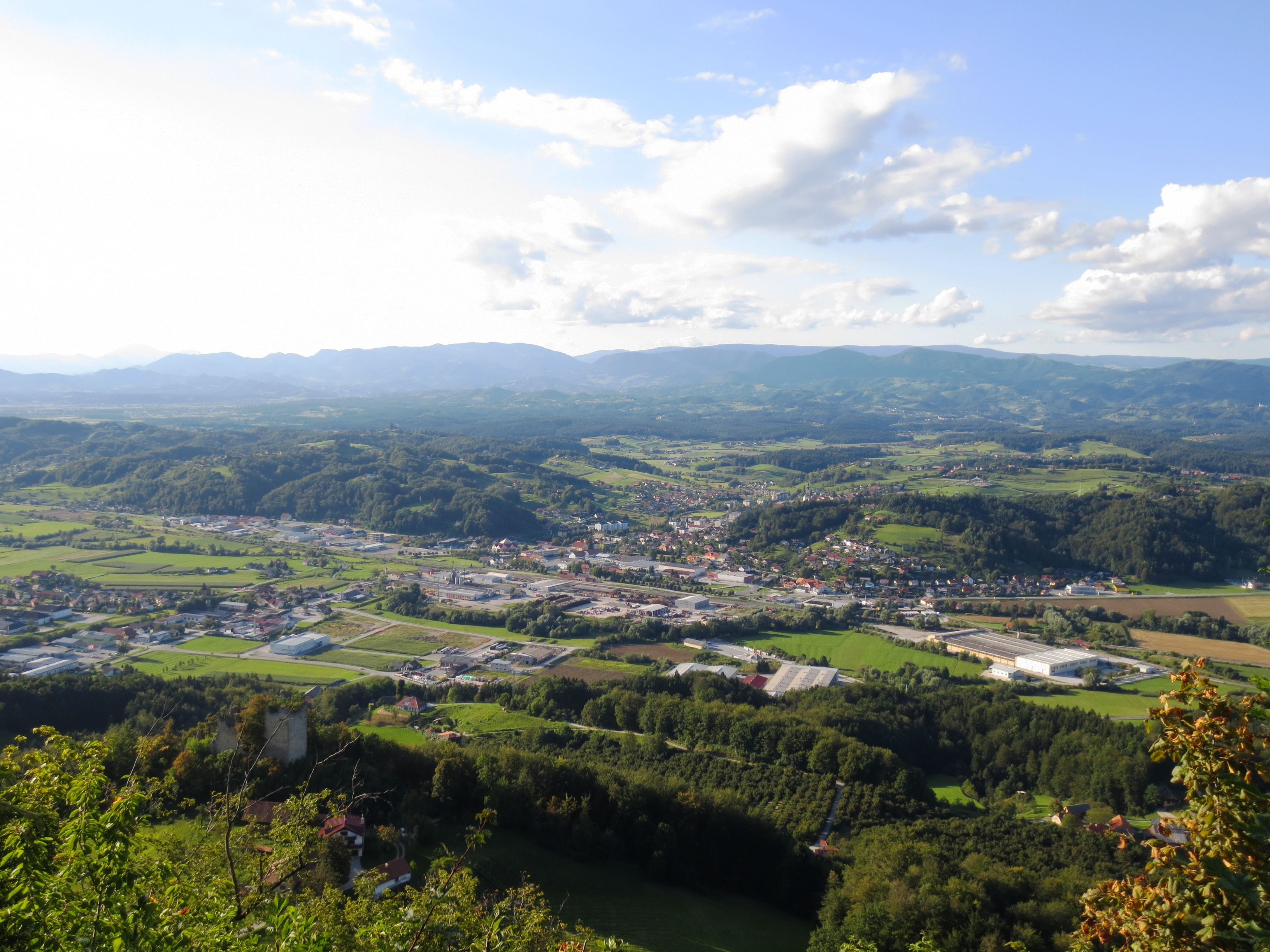
Gemeinde Šentjur

Die Gemeinde Šentjur (slowenisch: Občina Šentjur) ist eine Gemeinde in der Region Spodnja Štajerska (Untersteiermark) in Slowenien. Hauptort der aus 108 Ortschaften und Siedlungen bestehenden Gemeinde ist die Stadt Šentjur.
Die Gemeinde liegt 11 km von Celje entfernt.

## Ortschaften und Siedlungen der Gemeinde
- Bezovje pri Šentjurju, (dt. Hollertal)
- Bobovo pri Ponikvi, (dt. Bobau)
- Boletina, (dt. Woletein)
- Botričnica, (dt. Pöttretsch)
- Brdo, (dt. Eck)
- Brezje ob Slomu, (dt. Birkendorf)
- Bukovje pri Slivnici, (dt. Buch)
- Cerovec, (dt. Zerowetz)
- Črnolica, (dt. Zernelitz)
- Dobje pri Lesičnem, (dt. Aich)
- Dobovec pri Ponikvi, (dt. Dobovetz)
- Dobrina, (dt. Dobring)
- Dole, (dt. Dullach)
- Dolga Gora, (dt. Langenberg)
- Doropolje, (dt. Doropole)
- Dramlje, (dt. Trennenberg bei Cilli)
- Drobinsko, (dt. Dobrinsk)
- Golobinjek pri Planini, (dt. Taubenbach)
- Gorica pri Slivnici, (dt. Goritzen bei Schleinitz)
- Goričica, (dt. Goritzdorf)
- Grobelno, (dt. Grübel)
- Grušce, (dt. Gruschitz)
- Hotunje, (dt. Kattendorf)
- Hrastje, (dt. Aichen)
- Hruševec, (dt. Birnbaum)
- Hrušovje, (dt. Gruschendorf)
- Jakob pri Šentjurju, (dt. Sankt Jakob)
- Jarmovec, (dt. Jarmovetz)
- Javorje, (dt. Ahornerberg)
- Jazbin Vrh, (dt. Dachsenberg)
- Jazbine, (dt. Jaswig)
- Jelce, (dt. Jelze)
- Kalobje, (dt. Khütal)
- Kameno, (dt. Steinbach)
- Kostrivnica, (dt. Kostreinitz, älter auch Gotternick)
- Košnica, (dt. Koschnitz bei Schleinitz)
- Krajnčica, (dt. Grenzdorf)
- Krivica, (dt. Kriwitz)
- Laze pri Dramljah, (dt. Laase bei Trennenberg)
- Loka pri Žusmu, (dt. Lacken)
- Lokarje, (dt. Lochersdorf)
- Loke pri Planini, (dt. Laakdorf)
- Lopaca, (dt. Loppatitz)
- Lutrje, (dt. Luttersdorf)
- Marija Dobje, (dt. Maria Empfängnis)
- Okrog, (dt. Okrog)
- Osredek, (dt. Ossredek)
- Ostrožno pri Ponikvi, (dt. Ostroschno)
- Paridol, (dt. Bärental)
- Planina pri Sevnici, (dt. Montpreis)
- Planinca, (dt. Planinz)
- Planinska vas, (dt. Montpreisdorf, auch Planinsdorf)
- Planinski Vrh, (dt. Montpreisberg, auch Planinsberg)
- Pletovarje, (dt. Pletowarie)
- Podgaj, (dt. Niedergay)
- Podgrad, (dt. Neustödtel)
- Podlešje, (dt. Haslach)
- Podlog pod Bohorjem, (dt. Sankt Maria bei Montpreis, auch Burgwald)
- Podpeč nad Marofom, (dt. Unterstein)
- Podpeč pri Šentvidu, (dt. Unterstein bei Sankt Veit)
- Podvine, (dt. Unterweingarten)
- Ponikva, (dt. Ponichel )
- Ponkvica, (dt. Ponigl)
- Prapretno
- Primož pri Šentjurju, (dt. Sankt Primus)
- Proseniško, (dt. Hirschbühel)
- Rakitovec, (dt. Rakittwitz)
- Razbor, (dt. Rasswald)
- Repno, (dt. Reippen)
- Rifnik, (dt. Reicheneck)
- Sele, (dt. Dörflein)
- Slatina pri Ponikvi, (dt. Slatten)
- Slivnica pri Celju, (dt. Schleinitz bei Cilli)
- Sotensko pod Kalobjem, (dt. Ainöd)
- Spodnje Slemene, (dt. Fürst)
- Srževica
- Stopče, (dt. Stapps)
- Straška Gorca, (dt. Wart)
- Straža na Gori
- Svetelka, (dt. Swetelka)
- Šedina, (dt. Scheden)
- Šentjur, (dt. St. Georgen bei Cilli)
- Šentvid pri Planini, (dt. Sankt Veit bei Montpreis)
- Šibenik, (dt. Siebeneck)
- Tajhte, (dt. Teichte)
- Tratna ob Voglajni, (dt. Tratten)
- Tratna pri Grobelnem, (dt. Drettenberg)
- Trno, (dt. Dornberg)
- Trnovec pri Dramljah, (dt. Ternovetz bei Trennenberg)
- Trška Gorca, (dt. Marktsberg)
- Turno, (dt. Turnau)
- Uniše, (dt. Winische)
- Vejice, (dt. Bärenthal)
- Vezovje
- Visoče, (dt. Visotschach)
- Vodice pri Kalobju, (dt. Woditz bei Khütal)
- Vodice pri Slivnici, (dt. Woditze bei Schleinitz)
- Vodruž, (dt. Wodrusch)
- Voduce, (dt. Wodutz)
- Vodule, (dt. Sankt Ursula)
- Voglajna, (dt. Oglau, auch Aglay)
- Vrbno, (dt.  Werben)
- Zagaj pri Ponikvi, (dt. Sagai bei Kostreinitz)
- Zalog pod Uršulo, (dt. Salloch)
- Zgornje Selce, (dt. Ober Selz)
- Zgornje Slemene, (dt. Ober Fürst)
- Zlateče pri Šentjurju, (dt. Slatetsch)
- Žegar, (dt. Sager, auch Reckmayer)

## Nachbargemeinden
| Vojnik              | Slovenske Konjice                           |                               |
| Celje, Štore, Dobje | Kompassrose, die auf Nachbargemeinden zeigt | Šmarje pri Jelšah, Podčetrtek |
| Laško               | Sevnica, Krško                              | Kozje                         |

## Persönlichkeiten
- Benjamin Ipavec, (1829 in Šentjur – 1909), Komponist
- Gustav Ipavec, (1831 in Šentjur – 1908), Komponist
- Josip Ipavec, (1873 in Šentjur – 1921), Komponist
- Anton Martin Slomšek, (1800 im Ortsteil Ponikva – 1862), Bischof von Lavant
- Anna Wambrechtsamer, (1897 im Ortsteil Planina pri Sevnici – 1933 in Graz), slowenisch-österreichische Schriftstellerin